# Benedetto Vulpes
Benedetto Vulpes (Pescocostanzo, 1783 – Napoli, 1855) è stato un medico italiano.
Figlio di Bernardo e Maria De Massis nacque a Pescocostanzo nel 1783. Si sposò con Rachele Ferri da cui ebbe 7 figli: Antonietta, Innocenzo, Giovan Battista, Bernardo, Checchina, Maria e Amalia (1856-1925).
Il Vulpes fu professore di igiene e patologia nel Real Collegio Medico Chirurgico di Napoli e medico dell'Ospedale degli Incurabili, di quello de' Folli e dell'Ospedale della Pace.
Ricoprì le cariche di Vicesegretario perpetuo del Real Istituto d'Incoraggiamento alle Scienze Naturali e fu Socio ordinario della Società Medico-Chirurgica di Londra, di Napoli, della Società Pontaniana e della Società del Collegio de' Medici d'Irlanda.
Inoltre fu corrispondente delle Società Medico-Chirurgiche di Edimburgo, Berlino, Marsiglia, Perugia e Palermo.

## Opere
- Descrizione ed uso di un nuovo apparecchio per le distillazioni composte. 1816
- Semiotica e terapeutica, Porcelli, 1817
- Per la solenne inaugurazione del busto in marmo di Domenico Cotugno nell'Ospedale degl'incurabili di Napoli  1824
- Istituzioni di patologia generale. Napoli, Porcelli, 1830-31[1]
- Sul cholera asiatico osservato in Napoli nell'autunno dell'anno 1836 1836
- Descrizione ed uso di un apparecchio per introdurre nell'intestino retto il fumo di tabacco o di altre sostanze inventato  1838
- Oratio pro solemni studiorum instanratione habita anno MDCCCXLV, 1845
- Gli strumenti chirurgici scavati in Ercolano ed in Pompei raccolti nel Real Museo Borbonico di Napoli, Napoli, Stamperia reale, 1846
- Illustrazione di tutti gli strumenti chirurgici scavati in Ercolano e in Pompei e che ora conservansi nel R. Museo Borbonico di Napoli, Napoli Stamperia Reale, 1847